# Печера в тортонських відкладах (пам'ятка природи)
Пече́ра в торто́нських вíдкладах — геологічна пам'ятка природи місцевого значення в Україні. Розташована в межах Кам'янець-Подільського району Хмельницької області, на схід від села Пукляки. 
Площа 1,4 га. Статус надано згідно з рішенням облвиконкому від 4.09.1982 року № 278. Перебуває у віданні Гуківської сільської громади. 
Статус надано для збереження унікальної геологічної пам'ятки — печери, утвореної у відкладах тортонського ярусу. 
Пам'ятка природи «Печера в тортонських відкладах» входить до складу національного природного парку «Подільські Товтри».

## Легенда
Раніше в печеру можна було зайти. І якщо там побродити можна було знайти невелике підземне озеро. Але зараз вхід в печеру завалило